# 03 (バンド)
03（ゼロサン）は日本のロックバンドである。2002年avex traxよりデビュー。2005年から活動停止。

## メンバー
- 古市絢子（ボーカル）
- 秋山智江（ギター）
- T.M.スティーブンス（ベース）
- そうる透（ドラム）

## ディスコグラフィー

### シングル
- 03/応答セヨ（2002年10月2日）
  1. 03
  2. 応答セヨ
  3. Helter Skelter
- 憂国/CAROL（2002年11月20日）
  1. 憂国
  2. CAROL
  3. You Really Got Me

### アルバム
- 03（2003年1月1日）
  1. 03
  2. 憂国
  3. 応答セヨ
  4. GROUND ZERO
  5. テレヴィジョン
  6. 君死にたまふことなかれ
  7. AREA 51
  8. BOY
  9. 渋谷
  10. OSWALD
  11. 戒厳令の夜
  12. CAROL
- Monster（2004年3月31日）
  1. Fed up
  2. Monster
  3. Music business
  4. サクラチル
  5. 3秒間
  6. 東京解放区
  7. DEVIL=MAN
  8. 20世紀少年
  9. 自由に歩いて愛して
  10. I Shot the Sheriff
  11. 逃げるな feat. Marty Friedman (ex.MEGADETH)
  12. 君死にたまふことなかれ (Acoustic Version)

### DVD
- 03 CLIPS 001（2003年1月1日）

### 参加作品
- 「DRESS UP」 〜avex COVER SONGS collection〜 International（2003年9月25日）
  - 「I SHOT THE SHERIFF」を収録
- 外道 TRIBUTE 〜ゲゲゲのGEDO讃歌〜（2003年10月29日）
  - 「逃げるな」を収録。